# Serin
Serin (også Ser eller S) er en α-aminosyre, der findes i næsten alle proteiner. Den findes i to isomere former, en L- og en D-form, hvoraf det kun er L-formen der findes naturligt. Serin er ikke en essentiel aminosyre, da den kan dannes i kroppen. Navnet serin stammer fra det latinske ord for silke, sericum, da denne aminosyre findes i store mængder i silkeprotein.
Serins sidekæde indeholder en alkoholgruppe, som er vigtig for funktionen af nogle bestemte enzymer, serinproteaserne.

## Syntese
Biosyntesen af serin starter med oxidation af 3-fosfoglycerat, en reaktion som resulterer i 3-fosfohydroxypyruvat og NADH. Transaminering med glutaminsyre giver 3-fosfoserin, som omdannes til serin ved fjernelse af fosfat.

## Funktion
Serin er en vigtig bestanddel af stofskiftets reaktioner, da det er involveret i biosyntesen af puriner og pyrimidiner, og aminosyrerne cystein og tryptofan, samt en lang række andre metabolitter.
Serinrester i enzymer spiller ofte en vigtig rolle for deres katalytiske funktion. Serin findes i det aktive site i enzymerne chymotrypsin og trypsin, samt mange andre enzymer.
De såkaldte nervegasser og mange stoffer der bruges i insektbekæmpelsesmidler fungerer ved at binde til en serinrest i det aktive site af enzymet acetylkolinesterase, hvorved der fuldstændig hæmmer enzymet. Uden dette enzym, som normalt ødelægger acetylkolin når det har udført sin funktion, ophobes hurtigt høje mængder af denne neurotransmitter, hvilket resulterer i epileptiske anfald og død.
Som proteinbestanddel kan sidekæden indgå i glykosyleringsreaktioner.